# 69230 Hermes
69230 Hermes este un asteroid Apollo descoperit, pentru prima oară, la 28 octombrie 1937, de astronomul german Karl Reinmuth, la Observatorul Königstuhl de lângă Heidelberg.

## Numele asteroidului
Numele asteroidului face referire la zeul Hermes din Mitologia greacă.

## Caracteristici
69230 Hermes prezintă o orbită caracterizată de o semiaxă majoră egală cu 1,6548637 u.a. și de o excentricitate de 0,6239080, înclinată cu 6,06783° față de ecliptică.
Orbita urmată de Hermes îl conduce să intersecteze orbitele planetelor  Venus, Pământ și  Marte. 
La 30 octombrie 1937, asteroidul 1937 UB (Hermes) a trecut la 0,0049 u.a. (735.000 km) de Pământ (aproximativ la de 1,9 ori distanța Pământ-Lună). Pierdut după acea dată, asteroidul a fost redescoperit la 15 octombrie 2003 de către astronomul Brian Skiff, de la Observatorul Lowell, Hermes apropiindu-se de Orbita terestră la fiecare 777 de zile.
De cele mai multe ori, Pământul se află departe de punctul în care orbitele celor două corpuri cerești se intersectează. Însă în 1937, 1942, 1954, 1974 și în 1986, Hermes a trecut deosebit de aproape de planeta noastră.
La 26 aprilie 1942, Hermes s-a apropiat la mai puțin de 0,0043 u.a. de Pământ.
Astronomii Steve Cheslay și Paul Chodas de la NEO Program Office al Jet Propulsion Laboratory (JPL) al NASA, (Pasadena, California) au trasat traiectoria anterioară a lui Hermes, cu ajutorul observațiilor recente, prin care ei au putut identifica trecerile în apropiere de Pământ enumerate anterior.
Talia asteroidului este estimată la 1,08 km.

## Satelit
Un satelit al asteroidului a fost descoperit pe orbită în jurul lui Hermes în 2003. Acest satelit, denumit provizoriu S/2003 (69230) 1, este relativ mare în comparație cu asteroidul pe care îl orbitează, având o talie de circa 400 de metri, adică vreo 40 % din talia lui Hermes. Acest satelit orbitează la circa 1 kilometru de Hermes.

## Orbita
- Orbita